# Ludovic Morin
Ludovic Mueran (Saint-Brieuc, 25 de agosto de 1873 - Cancale, 4 de septiembre de 1930) fue un ciclista francés que se dedicó al ciclismo en pista. Ganó tres veces el Gran Premio de París.

## Palmarés
- 1893
  - 1º en el Gran Premio de Angers
- 1895
  - 1º en el Gran Premio de París de velocidad
- 1896
  - 1º en el Gran Premio de París de velocidad
  - 1º en el Gran Premio de Roubaix
- 1897
  - 1º en el Gran Premio de París de velocidad
  - 1º en el Gran Premio del UVF
- 1898
  - Campeón de Francia de velocidad 
  - 1º en el Gran Premio del Espérance
  - 1º en el Gran Premio de Amberes